# 릴리 제임스
릴리 클로이 니넷 톰슨(영어: Lily Chloe Ninette Thomson, 1989년 4월 5일 ~ )은 예명 릴리 제임스(영어: Lily James)로 활동하는 잉글랜드의 배우이다. 런던의 길드홀 음악 연극 학교에서 연기를 배웠고 곧 바로 영국의 드라마 《저스트 윌리엄》 (2010)으로 경력을 시작했다. 드라마 《다운튼 애비》 (2012–2015)의 조연 시기를 거친 후, 판타지 영화 《신데렐라》 (2015)의 주인공 신데렐라 역할으로 세계적인 지명도를 얻는 데 성공했다. 드라마 《전쟁과 평화》 (2016)에 나타샤 로스토바 역할로 출연했고, 2017년에는 비평적, 상업적으로도 성공한 두 영화들인 액션 영화 《베이비 드라이버》와 드라마 영화 《다키스트 아워》에 출연했다.

## 어린 시절
제임스는 배우 니넷 톰슨 (처녀 시절 성씨는 맨틀)과 음악가 제임스 "제이미" 톰슨의 딸로 서리주 이셔에서 태어났다. 할머니인 헬랜 호튼은 미국인 배우였다. 그녀는 트링 파크 연기 예술 학교에 다니다가, 런던에 있는 길드홀 음악 연극 학교에서 연기를 배우러 학교를 옮겼고 2010년에 졸업을 했다.

## 생애
그녀의 드라마 크레딧에 이름을 올린 작품으로는 레이철 크롬프턴의 《저스트 윌리엄》의 2010년 BBC 각색 드라마에서의 이설 브라운 역할과 ITV의 드라마 《런던 콜걸, 벨》의 네 번째 시즌에서의 포피 역할, 《다운튼 애비》에서 네 번째 시즌의 마지막 에피소드에서 나온 반항적인 레이디 로즈 역할이 있다. 그후 레이디 로즈는 네 번째 시즌과 네 번째 시즌의 주요 배역 중 하나가 되었다. 제임스 역시도 드라마의 피날레에 레이디 로즈 역할로 출연했다.
2011년에 제임스는 루퍼스 노리스가 연출한 소설 버논 갓 리터의 타냐 론더의 연극 각색작으로 영 빅 극장에서 테일러 역할, 《갈매기》에 대한 러셀 볼럼의 현대 각색작으로 서더크 연극장에서의 니나 역할, 도미닉 웨스트, 클라크 피터스와 같이 공연한 오델로에 대한 대니얼 에번스의 연출작으로 셰필드의 크루시블 극장에서 데스데모나 역할로 출연했다. 퀜틴 레츠는 〈데일리 메일〉에 쓴 글에서 "우리는 새로운 스타 배우를 가진 거 일지도 모른다. 그녀는 연극 학교를 떠난지 1년 밖에 안됐지만, 이 오델로의 데스데모나 역할로 그녀는 모든 이를 사실상 휩쓸었다. 안정감, 발성법, 매력... 이 모든 것들을 지녔다. 훨씬 나이가 많은 남편과의 그녀의 배역의 연애는 완벽하게 믿을만했다." 라며 극찬했다.

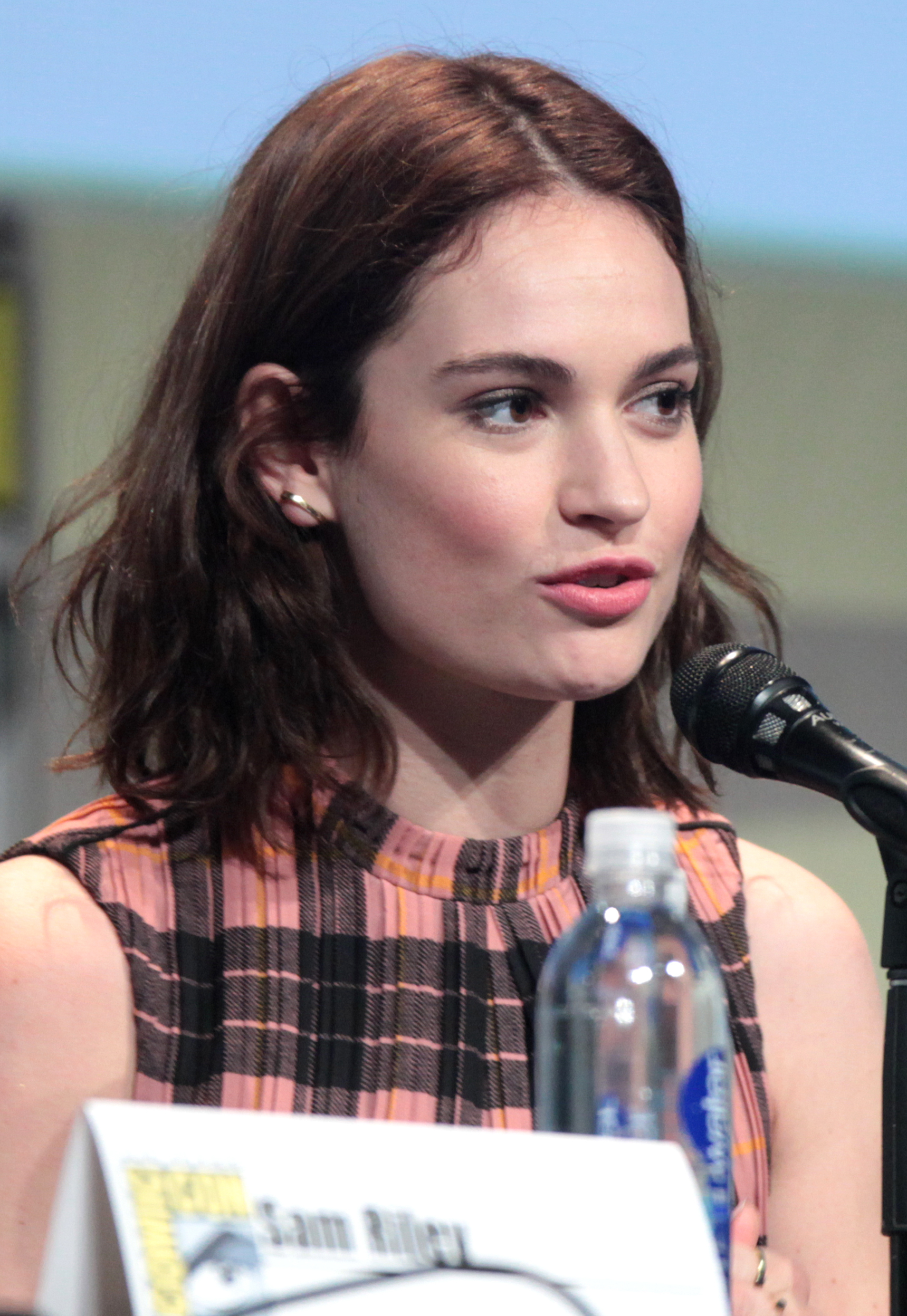
2015년 샌디에고 코믹콘에서의 모습

2012년에 제임스는 런던 리치먼드에 있는 오렌지 트리 극장의 40주년 기념의 일부로 마틴 크림프가 연출 및 각본을 쓴 플레이 하우스의 카트리나 역할과 디피니텔리 더 바하마스의 마리카 역할로 출연했다. 〈데일리 텔레그래프〉의 찰스 스펜서는 “오비 애빌리와 릴리 제임스는 설득력 있는 장난과 깊은 감정을 연기했고, 후자의 신경질적 요소와 빛나는 성적 매력의 혼합은 비상한 효력으로 나타났다.” 제임스는 워너 브라더스의 영화 《타이탄의 분노》에 코리나 역할을 연기했고, 노엘 클라크가 각본을 쓴 《패스트 걸스》에서 세계 선수권대회에 경쟁하는 젊은 운동선수들 무리의 중심 역할로 출연했다.
제임스는 2015년 디즈니의 실사 영화 《신데렐라》의 주인공 역할을 연기했다. 이 영화는 2015년 3월 13일에 개봉했다. 제임스는 보그의 2014년 12월호 때문에 신데렐라의 푸른색 드레스를 입고 애니 리버비츠와의 촬영을 하였다. 제임스는 또한 1950년대 영화의 "A Dream Is a Wish Your Heart Makes"을 커버링한 2015년 영화의 엔딩 크레딧 곡을 노래했다.
2016년, 그녀는 2016년 BBC의 역사 드라마 《전쟁과 평화》에서 나타샤 로스토바 역할을 연기하며 텔레비전 무대로 돌아왔다. 제임스는 그녀의 두 번째 주요 영화이자 제인 오스틴의 《오만과 편견》을 패러디 작품인 액션-공포 영화 《오만과 편견 그리고 좀비》에 엘리자베스 베넷 역할으로 출연했다. 평론가들의 상반된 평가와 함께 흥행을 거두는데는 실패했다. 제임스는 2016년에 롭 애쉬퍼드가 연출하고 케네스 브레너가 연출 및 배우를 맡은 로미오와 줄리엣의 작품을 개릭 극장에서 줄리엣 역할로 공연했다.
2017년 그녀는 액션 영화 《베이비 드라이버》에서 주인공인 베이비의 연인 데보라 역할로 출연한데 이어, 영화 《다키스트 아워》에서 윈스턴 처칠의 총리 비서관 엘리자베스 레이턴 역할과, 제2차 세계대전 드라마 영화 《디 익셉션》에서 망명한 전 독일 황제 빌헬름 2세의 하녀를 가장한 영국의 요원 역을 연기했다.
제임스는 《맘마 미아!》의 후속작 《맘마미아!2》에서 젊은 도나 쉐리던 역할로 출연했다. 같은 해, 1940년대 시대극 드라마 영화 《건지 감자껍질파이 북클럽》에서 제2차 세계대전 동안에 독일군에 점령당한 노르망디 해안가의 섬 건지의 주민들과 편지를 주고 받는 작가 줄리엣 애시턴 역을 연기했다.
2018년 11월에 제임스는 대프니 듀모리에의 고딕 로맨스 소설 《레베카》를 각색한 작품에 두 번째 드 윈터 역으로 캐스팅되었다. 벤 휘틀리가 연출하고 아미 해머가 같이 출연할 예정이다.

## 사생활
제임스의 아버지는 2008년에 암으로 사망했는데, 그녀는 《신데렐라》에서 부녀 장면을 촬영할 때 더 감정적이였다고 말했다. 그녀는 경의의 표시로 성을 아버지의 이름인 “제임스”로 바꾸었다.
그녀는 배우 맷 스미스와 연인 관계이다.

## 출연작

### 영화
| 연도 | 제목                                                                       | 배역              | 참고                                                      |
| ---- | -------------------------------------------------------------------------- | ----------------- | --------------------------------------------------------- |
| 2012 | 케미스트리 Chemistry                                                       | 이네스            | 단편 영화                                                 |
| 2012 | 타이탄의 분노 Wrath of the Titans                                          | 코리나            |                                                           |
| 2012 | 브로큰 Broken                                                              | 스컹크            |                                                           |
| 2012 | 패스트 걸스 Fast Girls                                                     | 리사 템플         |                                                           |
| 2015 | 신데렐라 Cinderella                                                        | 엘라 / 신데렐라   | 또한 "A Dream Is a Wish Your Heart Makes"의 플레이백 싱어 |
| 2015 | 더 셰프 Burnt                                                              | 세라              |                                                           |
| 2016 | 오만과 편견 그리고 좀비 Pride and Prejudice and Zombies                    | 엘리자베스 베넷   |                                                           |
| 2016 | 디 익센셥 The Exception                                                    | 미케 드 종        |                                                           |
| 2016 | 더 테일 오프 토미스 버버리 The Tale of Thomas Burberry                     | 베티              | 단편 영화                                                 |
| 2017 | 베이비 드라이버 Baby Driver                                                | 데보라            |                                                           |
| 2017 | 다키스트 아워 Darkest Hour                                                 | 엘리자베스 레이튼 |                                                           |
| 2018 | 쏘리 투 보더 유 Sorry to Bother You                                        | 화이트 디트로이트 | 목소리 출연                                               |
| 2018 | 건지 감자껍질파이 북클럽 The Guernsey Literary and Potato Peel Pie Society | 줄리엣 애슈턴     |                                                           |
| 2018 | 두 여자 Little Woods                                                       | 뎁                | [ 20 ]                                                    |
| 2018 | 맘마미아!2 Mamma Mia! Here We Go Again                                     | 젊은 도나 쉐리던  |                                                           |
| 2019 | 예스터데이 Yesterday                                                       | 엘리              |                                                           |
| 2020 | 레베카 Rebecca                                                             | 드 윈터 부인      |                                                           |
| 2021 | 더 디그 The Dig                                                            | 페기 프리스턴     |                                                           |
| 2022 | 왓츠 러브 What's Love Got to Do with It?                                   | 조이 스티븐슨     |                                                           |
| 2023 | 마침내 새벽 Finalmente l'alba                                              | 조세핀 에스페란토 |                                                           |
| 2023 | 디 아이언 클로 The Iron Claw                                               | 팸 에드키슨       |                                                           |
| 2023 | 프로비던스 Providence                                                      |                   |                                                           |
| 2024 | 그리디 피플 Greedy People                                                  |                   |                                                           |

### 텔레비전
| 연도      | 제목                                      | 배역                 | 참고                                                        |
| --------- | ----------------------------------------- | -------------------- | ----------------------------------------------------------- |
| 2010      | 저스트 윌리엄 Just William                | 에셀 브라운          | 4 에피소드                                                  |
| 2011      | 런던 콜걸, 벨 Secret Diary of a Call Girl | 포피                 | 8 에피소드                                                  |
| 2012–2015 | 다운튼 애비 Downton Abbey                 | 레이디 로즈 맥클레어 | 21 에피소드, 조연: 시즌 3, 주연: 시즌 4 & 5, 게스트: 시즌 6 |
| 2016      | 전쟁과 평화 War & Peace                   | 나타샤 로스토바      | 6 에피소드                                                  |
| 2022      | 팸 & 토미 Pam & Tommy                     | 패멀라 앤더슨        | 주연                                                        |

## 연극
| 연도 | 제목                             | 배역        | 공연 장소        | 참고 |
| ---- | -------------------------------- | ----------- | ---------------- | ---- |
| 2011 | 버놈 갓 리틀 Vernon God Little   | 테일러      | 영 빅 극장       |      |
| 2011 | 오델로 Othello                   | 데스데모나  | 크루시블 극장    |      |
| 2012 | 갈매기 The Seagull               | 니나        | 소워크 극장      |      |
| 2016 | 로미오와 줄리엣 Romeo and Juliet | 줄리엣      | 개릭 극장        |      |
| 2019 | 이브의 모든 것 All About Eve     | 이브 해링턴 | 노엘 코워드 극장 |      |

## 수상 및 후보
| 연도 | 시상식                           | 부문                                             | 작품            | 결과 | Refs   |
| ---- | -------------------------------- | ------------------------------------------------ | --------------- | ---- | ------ |
| 2014 | 미국 배우 조합상                 | 드라마 시리즈 부문 최우수 앙상블 연기상          | 다운튼 애비     | 수상 |        |
| 2015 | 미국 배우 조합상                 | 드라마 시리즈 부문 최우수 앙상블 연기상          | 다운튼 애비     | 수상 |        |
| 2015 | 틴 초이스 어워드                 | 초이스 무비: 좋아하는 공상과학·판타지 여자배우상 | 신데렐라        | 후보 | [ 21 ] |
| 2015 | 하퍼스 바자 올해의 여성상 어워드 | 주목할만한 상                                    | 신데렐라        | 수상 | [ 22 ] |
| 2016 | 니켈로디언 키즈 초이스 어워드    | 초이스 무비: 좋아하는 공상과학·판타지 여자배우상 | 신데렐라        | 후보 | [ 23 ] |
| 2017 | 왓츠온스테이지.닷컴 어워드       | 연극 부문 최우수 여우주연상                      | 로미오와 줄리엣 | 후보 | [ 24 ] |
| 2017 | 새틀라이트상                     | 미니시리즈 텔레비전 영화 최우수 여우주연상       | 전쟁과 평화     | 후보 |        |
| 2018 | 피플 초이스 어워드               | 2018 여성 무비 스타상                            | 맘마미아!2      | 후보 | [ 25 ] |
| 2018 | 하퍼스 바자 올해의 여성상 어워드 | 에디터스 초이스상                                | 빈칸            | 수상 |        |

## 참고 서적
- Butlin, James (2010년 12월 31일). “Actresses To Watch In 2011”.
- Joseph, Claudia (2010년 12월 18일). “Just William's women: Be nice to them – or they'll scream and scream till they're sick!”.
- Billington, Michael (2011년 2월 8일). “Vernon God Little – review”.
- “Hot, Young and British”. 2011년 3월 1일. 2016년 8월 23일에 원본 문서에서 보존된 문서. 2018년 4월 14일에 확인함.